# Synagoge (Allenstein)

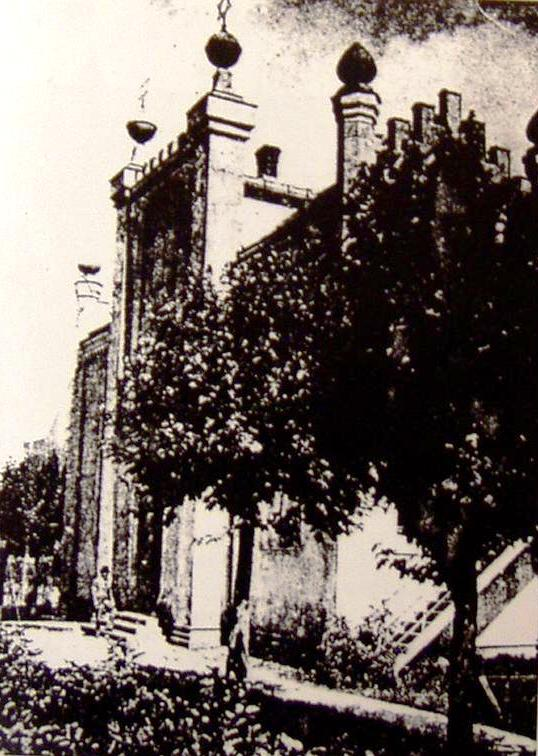
Synagoge Allenstein, um 1890

Die Synagoge in Allenstein (polnisch Olsztyn), der heutigen Hauptstadt der polnischen Woiwodschaft Ermland-Masuren, wurde 1877 errichtet. Sie galt als die größte Synagoge im Ermland.
Die Synagoge an der Liebstädter Straße (heute Ulica Grunwaldzka 5a) wurde im maurischen Stil erbaut, nachdem ein Vorgängerbau aus dem Jahr 1835 an der Ecke Schanzenstraße/Krummstraße (heute Ulica Okopowa/Ulica Hugona Kołłątaja) zu klein geworden war. 
Während der Novemberpogrome 1938 wurde die Synagoge niedergebrannt und an ihrer Stelle kurz darauf der örtliche Parteisitz der NSDAP errichtet. Nach dem Ende des Zweiten Weltkrieges wurde in dem Gebäude eine Turnhalle gebaut.